# 海口镇 (安庆市)
海口镇，是中华人民共和国安徽省安庆市大观区下辖的一个乡镇级行政单位。

## 行政区划
海口镇下辖以下地区：
安原社区、河港社区、南埂村、海口村、红星村、镇江村、巨网村、昌宁村、培文村和保婴村。